# Gorzęcino
Gorzęcino – dawna kolonia w Polsce, w województwie zachodniopomorskim, w powiecie goleniowskim, w gminie Osina. Miejscowość zniesiona 1 stycznia 2017.
W latach 1975–1998 miejscowość położona była w województwie szczecińskim.